# Franciszek Giemza
Franciszek Giemza pseud. Jelonek, Stary (ur. 8 października 1896 w Rzeczniowie w powiecie Iłża, zm. 5 października 1975 w Jaworze) – działacz komunistyczny, rewolucjonista, żołnierz Czerwonej Gwardii, funkcjonariusz Czeki, partyzant GL-AL, milicjant.
Skończył 3 klasy szkoły podstawowej, potem był robotnikiem rolnym i hutnikiem w Starachowicach. We wrześniu 1915 został wcielony do carskiej armii i wysłany na front rumuński. Latem 1917 wstąpił do Czerwonej Gwardii w Jekaterynosławiu (obecnie Dniepropietrowsk), w sierpniu został zastępcą dowódcy oddziału gwardii. Walczył z ukraińskimi nacjonalistami. We wrześniu 1917 wyjechał do Moskwy i wstąpił do Socjaldemokratycznej Partii Robotniczej Rosji (bolszewików) (SDPRR(b)). Brał aktywny udział w bolszewickim powstaniu w Moskwie w październiku 1917. 
Wstąpił do Czeki i był jej funkcjonariuszem w Moskwie i Jekaterynosławiu. W maju 1918 walczył z Niemcami, schwytany w Nowoczerkasku, uwolniony przez 4 Dywizję dowodzoną przez gen. Lucjana Żeligowskiego, z którą rok później wrócił do Polski. Zmobilizowany do WP podczas wojny polsko-sowieckiej 1920, dostał się do niewoli sowieckiej i w obozie jenieckim w Smoleńsku na polecenie władz obozu prowadził szkolenie polityczne dla polskich jeńców, za co po powrocie do kraju po zawarciu traktatu ryskiego 1921 był więziony na Pawiaku. Od 1924 działał w KPP, m.in. w 1935 przed wyborami parlamentarnymi prowadził agitację komunistyczną, za co został aresztowany i osadzony na 3 miesiące w obozie w Berezie Kartuskiej. W 1942 wstąpił do PPR i GL. Walczył w oddziale GL-AL im. Mariana Langiewicza. 
Od maja 1945 organizował MO w Jeleniej Górze, gdzie został komendantem powiatowym milicji. W 1946 był powiatowym komendantem MO w Jaworze, a w 1947 został kwatermistrzem Komendy Wojewódzkiej MO w Olsztynie. 
Był odznaczony m.in. Orderem Czerwonego Sztandaru i Krzyżem Komandorskim Orderu Odrodzenia Polski.